# 横田武夫
横田 武夫（1904年（明治37年）4月8日 - 1992年（平成4年）5月10日）は、日本の実業家。朝日新聞社で経理部門を歩み、代表取締役ののち、日本教育テレビ（NET、現テレビ朝日）第5代社長を務めた。三重県出身。

## 経歴
旧制第二高等学校、東京帝国大学法学部政治学科卒業後、東京朝日新聞社入社。
会計、経理各部長、業務局次長、総務経理などを歴任し、1953年（昭和28年）12月、取締役に選任される。
1963年（昭和38年）の村山事件の際、矢島八洲夫（常務、総務・労務担当）、中川英造（取締役）、安井桂三郎（名古屋本社業務局長）らとともに辞表を提出。同事件収束後の翌年1月、代表取締役に就任したが、3月、元社長で大株主の村山長挙は、横田ら復職した5人の取締役の職務執行停止の仮処分申請を裁判所に提出した。この申請は却下されるが、1965年（昭和40年）2月退任する。

### 日本教育テレビ社長
1965年3月、日本教育テレビ代表取締役副社長に転じる。1970年（昭和45年）4月、急逝した山内直元の後継として社長に就き、教育専門局から一般局への転換、「腸捻転」の解消といわれたネットチェンジへの陣頭指揮を執る。
1974年（昭和49年）4月、日本民間放送連盟会長に就任し（75年1月まで）、11月相談役に退く。この他、北海道テレビ放送の取締役も務めた。